# Метод Маркова — Рябова — Стася
Метод Маркова-Рябова-Стася, или метод определения радона по скрытой энергии — метод измерения и контроля содержания короткоживущих продуктов распада радиоактивных веществ (в первую очередь, радона) в воздухе подземных горных выработок. Разработан в 1960-е годы группой научных сотрудников Союзного НИИ приборостроения К. П. Марковом, Н. В. Рябовым и К. Н. Стасем.

## История разработки
В 1950-е годы в СССР активно осваивались месторождения урана. Параллельно с этим остро встала проблема измерения и контроля содержания короткоживущих продуктов распада радиоактивных веществ (в первую очередь, радона) в воздухе подземных горных выработок. Решение их могло быть обеспечено только при применении аппаратуры, обладающей, во-первых, небольшой массой и, во-вторых, позволяющей проводить измерения непосредственно на рабочих местах за минимально возможное время. Лучший прибор начала 60-х годов XX века — отечественный радиометр РАНаг-1 имел массу 7-8 кг, а время измерения составляло 10-15 мин. Поиском решения занялись научные сотрудники СНИИП К. П. Марков, Н. В. Рябов, К. Н. Стась. Лабораторные изыскания сопровождались многочисленными экспедициями в Киргизию, Узбекистан и Таджикистан на горные предприятия.

## Сущность метода
В основу разработанного прибора (измеряющего также величину скрытой энергии) ИЗВ-1 был положен принципиально новый метод экспресс — анализа К. П. Маркова, Н. В. Рябова и К. Н. Стася, имеющий следующие отличительные особенности:
- измерение активности фильтра проводится не только по альфа-, но и по бета- излучению радионуклидов, причём чувствительность при регистрации бета-излучения в 3,5 — 4 раза превышала чувствительность при регистрации альфа-частиц, что определялось соотношением дочерних продуктов радона в воздухе и позволяло корректно учесть их соотношение;
- измерение активности осуществляется непосредственно в процессе отбора пробы.

Применение данного метода позволило проводить измерение скрытой энергии на уровне 1.107 МэВ/м3 за 4 мин., а на уровне 1.108 МэВ/м3 — за 1-2 мин. При этом масса прибора ИЗВ −1 не превышала 4 кг.
Метод измерения «скрытой энергии» К. П. Маркова, Н. В. Рябова и К. Н. Стася, впервые был опубликован в Информационном бюллетене СНИИП № 1(37) за 1962 г. Вскоре была выпущена публикация в журнале «Атомная энергия». На метод были получены российские и иностранные патенты.

## Дальнейшее применение метода
Метод Маркова-Рябова-Стася получил широчайшее признание не только в отечественных профессиональных кругах, но и далеко за пределами страны и стал общепризнанным методическим инструментом для целого класса радиометрических приборов. Радиометры, основанные на этом методе, до сих пор активно используются в практической работе.
Метод также использовался в Подкомитете 45В (ПК 45) «Аппаратура для радиационной безопасности» Технического комитета 45 (ТК 45) «Ядерное приборостроение» Международной электротехнической комиссии (МЭК). Разработанные в ПК 45В рабочей группой В10 «Аппаратура для измерения содержания в воздухе радона и его дочерних продуктов» международные стандарты во многом опираются на метод К. П. Маркова, Н. В. Рябова и К. Н. Стася.